# Contea di Craig (Oklahoma)
La contea di Craig ( in inglese Craig County ) è una contea dello Stato dell'Oklahoma, negli Stati Uniti. La popolazione al censimento del 2000 era di 14 950 abitanti. Il capoluogo di contea è Vinita.